# Hitobia
Hitobia Kamura, 1992 è un genere di ragni appartenente alla famiglia Gnaphosidae.

## Distribuzione
Le 16 specie note di questo genere sono diffuse in vari paesi del Asia orientale: ben nove specie sono endemiche della Cina, una del Giappone, una di Taiwan e una del Vietnam. La specie dall'areale più vasto è la H. unifascigera, rinvenuta in varie località del Giappone, della Cina e della Corea.

## Tassonomia
Le caratteristiche di questo genere sono state determinate sulla base delle analisi effettuate sugli esemplari di Poecilochroa unifascigera Bösenberg & Strand, 1906.
Non sono stati esaminati esemplari di questo genere dal 2014.
Attualmente, a ottobre 2015, si compone di 16 specie:
1. Hitobia asiatica (Bösenberg & Strand, 1906) — Giappone
2. Hitobia cancellata Yin et al., 1996 — Cina
3. Hitobia chayuensis Song, Zhu & Zhang, 2004 — Cina
4. Hitobia hirtella Wang & Peng, 2014 — Cina
5. Hitobia makotoi Kamura, 2011 — Cina, Giappone
6. Hitobia menglong Song, Zhu & Zhang, 2004 — Cina
7. Hitobia monsta Yin et al., 1996 — Cina
8. Hitobia shaoai Yin & Bao, 2012 — Cina
9. Hitobia shimen Yin & Bao, 2012 — Cina
10. Hitobia taiwanica Zhang, Zhu & Tso, 2009 — Taiwan
11. Hitobia tengchong Wang & Peng, 2014 — Cina
12. Hitobia tenuicincta (Simon, 1909) — Vietnam
13. Hitobia unifascigera (Bösenberg & Strand, 1906)[2] — Cina, Corea, Giappone
14. Hitobia yaginumai Deeleman-Reinhold, 2001 — Thailandia
15. Hitobia yasunosukei Kamura, 1992 — Cina, Okinawa (Giappone)
16. Hitobia yunnan Song, Zhu & Zhang, 2004 — Cina